# Corte Basalgana
La corte Basalgana è una storica corte lombarda di Ceresara, in provincia di Mantova, situata nella frazione di Villa Cappella.
Si tratta di una corte a pianta chiusa, sorta su un'area di interesse archeologico. Sul luogo a fine Ottocento venne alla luce una terramara.
La struttura è composta da diversi edifici: casa padronale, barchessa, rustici, tra i quali spicca una torre con merlatura ghibellina, in origine destinata a torre colombaia.